# Bokassa (groupe)
Pour les articles homonymes, voir Bokassa.
Bokassa est un groupe norvégien de punk hardcore et stoner rock, originaire de Trondheim.

## Histoire
Le groupe est formé en 2013 par le chanteur et guitariste Jørn Kaarstad, le bassiste Eirik Angård et le batteur Oke Dowkes. Les trois musiciens sont originaires de différentes régions de Norvège et se sont rencontrés à Trondheim. Le groupe prend son nom de Jean-Bedel Bokassa, dictateur de la République centrafricaine entre 1966 et 1976, puis empereur de l'Empire centrafricain de 1975 à sa chute. Selon le chanteur Jørn Kaarstad, le fait que le groupe ait pris le nom de Bokassa a déjà été mal interprété.

« Tout n'est pas toujours aussi rose qu'ici en Europe, où tout le monde s'aime et tout ça. Souvent, la paix ne fonctionne que parce que d'autres personnes sont dans la merde ou doivent travailler pour les autres. Comme par exemple en République centrafricaine sous Bokassa. Lui, fournissait divers biens à la France qui, en contrepartie, donnait des armes à ses troupes. Ses opposants politiques ont également été éliminés avec le soutien des troupes françaises. Si tu lis nos textes un peu plus attentivement, tu remarqueras que c'est précisément ces maux du monde qu'on dénonce. »

— Jørn Kaarstad
Un an plus tard, l'EP War on Everything sort. En 2016, le single Make Music Great Again suit, avant la sortie en mars 2017 du premier album auto-produit Divide and Conquer. Le magazine britannique Metal Hammer classe l'album dans sa liste des onze meilleurs premiers albums de l'année 2017. L'album attire l'attention du batteur de Metallica, Lars Ulrich, qui qualifie les Norvégiens de « son nouveau groupe préféré » et joue des chansons de Bokassa dans son émission de radio.
Le 21 juin 2019, le groupe sort son deuxième album studio, Crimson Riders, via le label britannique MVKA. Crimson Riders est produit par Yngve Andersen, le guitariste du groupe Blood Command. Peu avant l'enregistrement, le bassiste Eirik Angård quitte Bokassa, et est remplacé par Bård Linga. Avec Crimson Riders, le groupe a réussi sa première entrée dans les charts et l'album se classe à la 20e place des charts norvégiens des albums. Parallèlement, Bokassa fait une tournée en Europe avec Ghost en première partie de Metallica, suivie à l'automne 2019 de sa propre tournée en tête d'affiche en Europe avec le groupe Puppy en première partie. Lors du prix musical norvégien Spellemannprisen, Bokassa est nommé dans la catégorie « meilleur nouveau venu », mais le prix est décerné au rappeur Isah.
En décembre 2020, le groupe signe un nouveau contrat d'enregistrement avec Napalm Records. Le 3 septembre 2021, le troisième album studio Molotov Rocktail sort et atteint la 18e place du classement des albums norvégiens. Peu avant la sortie du quatrième album studio All Out of Dreams en février 2024, le bassiste Bård Linga annonce son départ du groupe, ne pouvant plus concilier une vie de tournée intense avec ses obligations professionnelles et privées. Il est remplacé par Inge Morten Gustafsholm. C'est avec cette nouvelle formation que le groupe participe à la tournée All Out of Dreams Tour 2024 en Europe.

## Style musical
Le style musical de Bokassa est un mélange de punk hardcore et de stoner rock et qualifie lui-même son style de « stoner punk ». Axl Rosenberg du magazine en ligne Metal Sucks compare le groupe à Kvelertak, si ce dernier s'orientait davantage vers le punk et le crossover que vers le rock classique. Jörg Staude du magazine allemand Rock Hard écrit dans sa critique de l'album Crimson Riders que « trois visionnaires interprètent ici comment le metal peut se sauver dans la modernité sans copier ». La musique serait « nouvelle et vraiment bonne ». 

## Discographie

### Albums studio
- 2017 : Divide and Conquer (All Good Clean Records)
- 2019 : Crimson Riders (MVKA)
- 2021 : Molotov Rocktail (Napalm Records)
- 2024 : All Out of Dreams (Napalm Records)

### EP
- 2015 : War on Everything

### Singles
- 2016 : Make Music Great Again
- 2018 : Only God Can Judge Me
- 2021 : So Long, Idiots!